# Zodiac Suite
Zodiac Suite est une composition de la pianiste de jazz américaine Mary Lou Williams écrite en 1945, d'abord dans une version pour trio qui sera ensuite orchestrée. Cette suite, inspirée par des musiciens nés sous chacun des signes du Zodiaque, est annonciatrice du Third stream.

## Historique

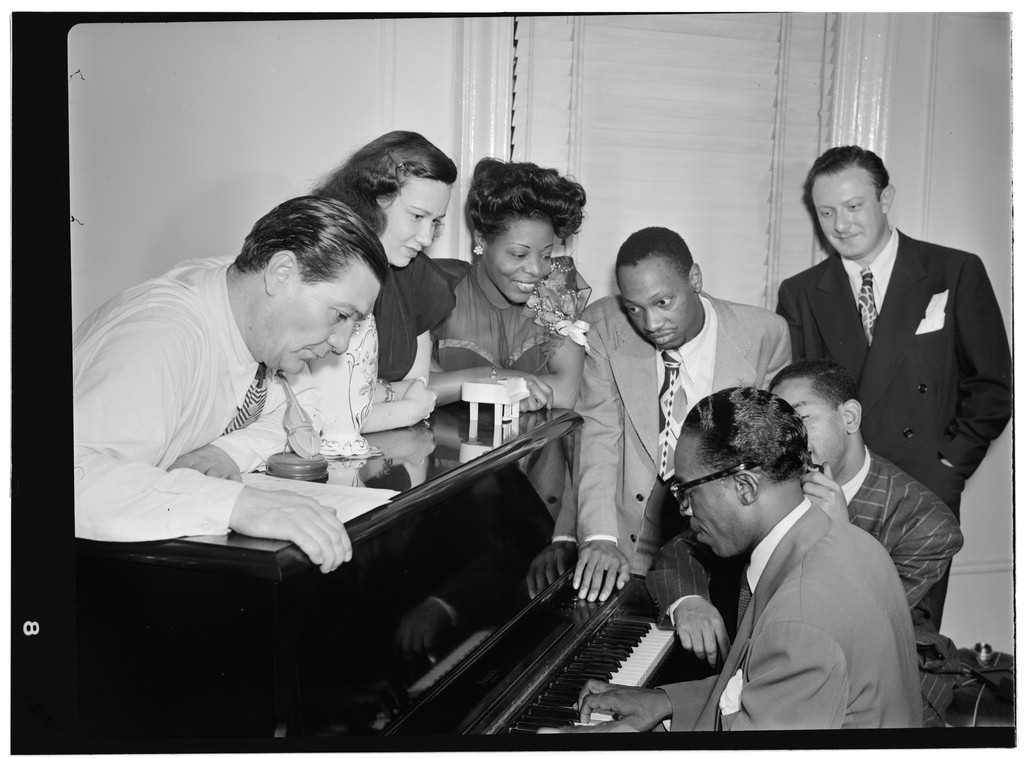
Jack Teagarden, Dixie Bailey, Mary Lou Williams, Tadd Dameron, Hank Jones, Dizzy Gillespie et Milt Orent, dans l'appartement de Mary Lou Williams en 1947 (photo de William P. Gottlieb)

Au moment de la composition de sa Zodiac Suite, Mary Lou Williams, âgée de 36 ans, a déjà une longue carrière derrière elle en tant que pianiste, compositrice et arrangeuse. Elle tient un engagement aux Café Society de Greenwich Village et d'Upper East Side, où elle conçoit la Zodiac Suite. L'idée d'écrire une suite est peut-être inspirée en partie par la suite Black, Brown and Beige (en) de Duke Ellington (1943),.

« J'avais lu un livre sur l'astrologie, et bien que je n'y connaisse pas grand-chose, j'ai décidé d'écrire une suite inspirée par les musiciens que je connaissais qui étaient nés sous ces signes. Je n'avais pas le temps d'écrire, ni d'aller dans un studio pour enregistrer, donc après les trois premiers [signes], je m'installais au piano et je jouais, la musique s'inventant au moment où je jouais. On pourrait appeler ça la composition jazz »

— Mary Lou Williams.
À cette époque, la pianiste anime une émission de radio hebdomadaire, Mary Lou Williams's Piano Workshop sur WNEW. Elle décide d'y jouer un nouveau morceau chaque dimanche. Après avoir composé les trois premiers morceaux, elle avoue : « J'étais à court d'idées. Je n'arrivais plus à écrire, je n'avais plus d'inspiration. Donc pour finir la suite, j'ai composé pendant que je jouais. C'est comme ça que je compose le mieux. » Pour autant, sa Suite est très cohérente et solidement composée.
La Suite, retravaillée pour l'occasion, est enregistrée au printemps 1945 aux studios de Moses Asch, qui lui laisse une grande liberté. Elle s'entoure du contrebassiste Al Lucas (en) et du batteur Jack « The Bear » Parker, qu'elle a rencontrés au Café Society. Le disque se vend bien.
Malheureusement, les disques publiés par Asch ne sont pas d'une très grande qualité sonore. La réédition de 1975 est faite à partir de ces disques, il faut donc attendre la remastérisation et l'édition en CD par Smithonian/Folkways recordings en 1995 pour avoir un son de qualité correcte.

## Versions pour orchestre

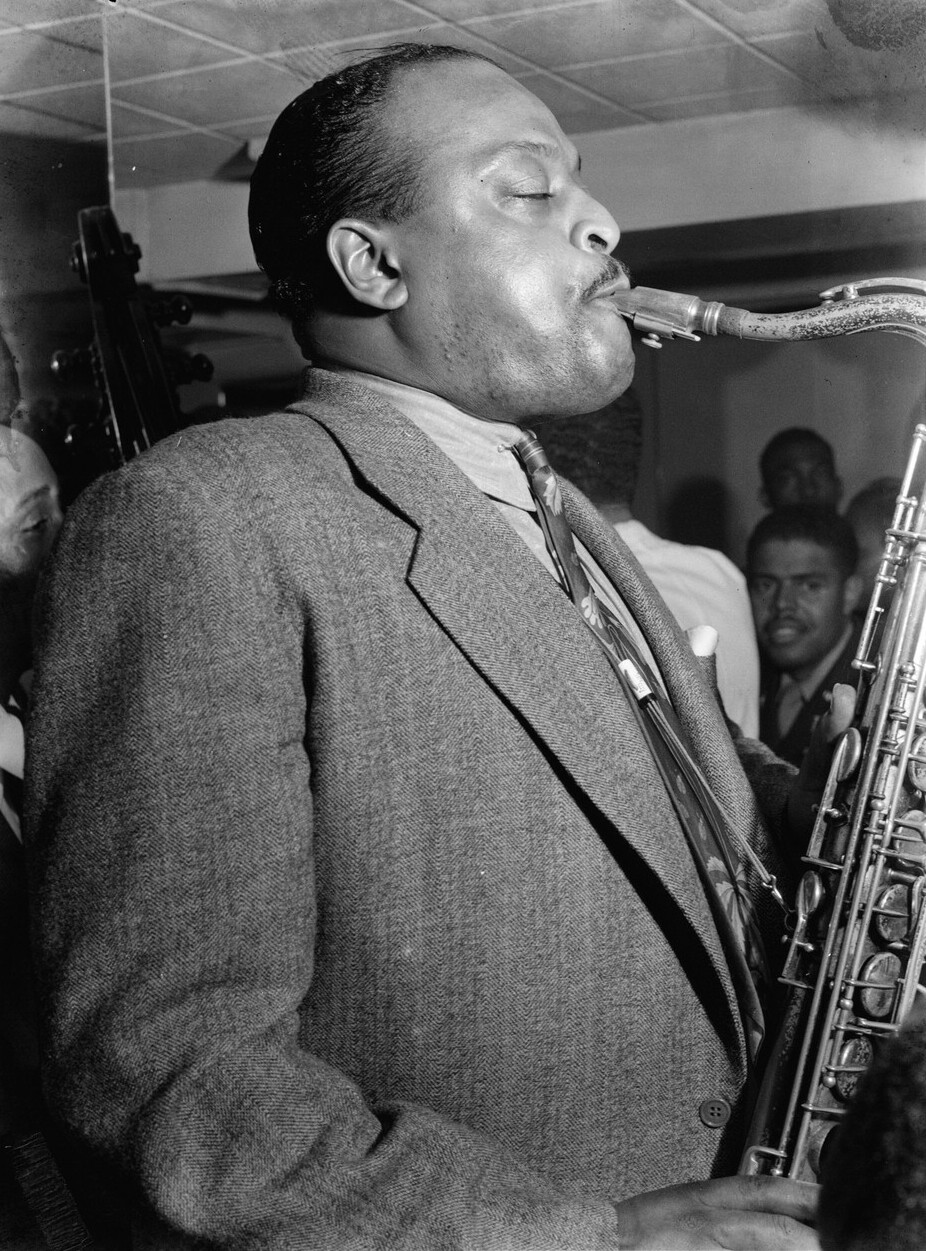
Ben Webster, soliste invité sur Cancer.

Mary Lou Williams a réalisé plusieurs orchestrations de sa Suite. Une première version pour orchestre de chambre est jouée au Town Hall en 1945. Williams écrit ensuite une orchestration de trois mouvements pour orchestre symphonique, jouée au Carnegie Hall en 1946 ; trois autres mouvements seront également arrangés pour le big band de Dizzy Gillespie en 1957.

### AuTown Hall
Grâce à l'appui de Barney Josephson (en), le fondateur de Café Society, la Suite est donnée au Town Hall de New York le 31 décembre 1945 dans une version pour orchestre de chambre : petite section de cordes, trompette, trombone, cor, flûte, clarinette, basson, basse, batterie, et Mary Lou Williams au piano. L'orchestre est dirigé par Milt Orent. Le saxophoniste Ben Webster (sur Cancer) et la soprano Hope Faye (sur Pisces) sont solistes invités,.
Pour préparer ce concert, Mary Lou Williams prend des leçons avec Milt Orent, un arrangeur de NBC, qui l'assiste pour l'orchestration. Il lui fait également écouter des disques de musique classique et lire des partitions de Berg, de Bartók ou des impressionnistes français. Comme l'explique Williams : « Si j'étais si en avance sur l'harmonie moderne, c'est grâce à [Milt Orent]. Il savait tant de choses sur les accords et tout... La façon dont il sonnait avait une trentaine d'années d'avance. Il allait si loin qu'ils ont fini par le virer. » Elle prend également des leçons de piano classique avec un concertiste russe, qui tournent court quand ce dernier critique sa technique d'autodidacte.
À cause du manque de répétitions et des erreurs de débutante commises par Williams (tonalités inhabituelles, erreurs de transcription ou de copie…), les musiciens ne sont pas toujours ensemble, et les « couacs » sont nombreux. Williams s'est vue obligée de jouer certains mouvements en piano solo ou en trio (Taurus, Libra), bien qu'ils aient été orchestrés.

« […] Tout se passait bien jusqu'à ce qu'on arrive à l'arrangement de Roll 'Em, notre seul morceau jazz. Les cordes longues et fastidieuses ont largué quelques musiciens : je pense que le chef d'orchestre s'est perdu, et pour un temps j'ai cru que c'était fichu. J'avais l'impression que tout le monde jouait une page différente, et je n'oublierai jamais le regard stupéfait que m'a lancé Ben Webster. J'ai cru que j'allais faire une syncope. Je me souviens avoir crié : “comptez jusqu'à 8 et jouez à la lettre J”. Finalement, on a réussi à s'en tirer. »

Ce concert reçoit des critiques mitigées. Un critique du New York Times écrit ainsi « la partie piano tient largement de ce qu'on appelait autrefois le “continuo”… La composition est assez loin du jazz, tendant à de la musique plus sérieuse – le temps seul dira si c'est un essai réussi. » Pour autant, certains critiques sont enthousiastes devant une des premières rencontres entre le jazz et la musique dite classique. Ce genre, qui n'a pas encore de nom, deviendra dans les années 1950 le Third stream, mené entre autres par Gunther Schuller.
Sortie frustrée de ce concert, Mary Lou Williams est très affectée par cette expérience et les critiques négatives : malade, elle est incapable de travailler pendant une semaine,.

### AuCarnegie Hall
Le 6 juin 1946, trois mouvements, Libra, Scorpio et Aquarius, sont interprétés au Carnegie Hall dans une version pour orchestre symphonique par les 70 musiciens du New York Pops Orchestra dirigé par Herman Neuman. Ayant moins de 10 jours pour écrire les orchestrations, Williams se fait aider par Milt Orent.
Les autres mouvements ne seront jamais orchestrés, peut-être à cause de la mauvaise expérience qu'a représenté le concert au Town Hall pour Williams.

### Big band de Dizzy Gillespie
Après s'être retirée de la scène en 1954 et convertie au catholicisme, Mary Lou Williams fait son retour au jazz en 1957 au Newport Jazz Festival dans le big band de Dizzy Gillespie. Elle joue trois mouvements de sa Suite : Virgo, Libra et Aries.

## À propos de la musique

### Description générale

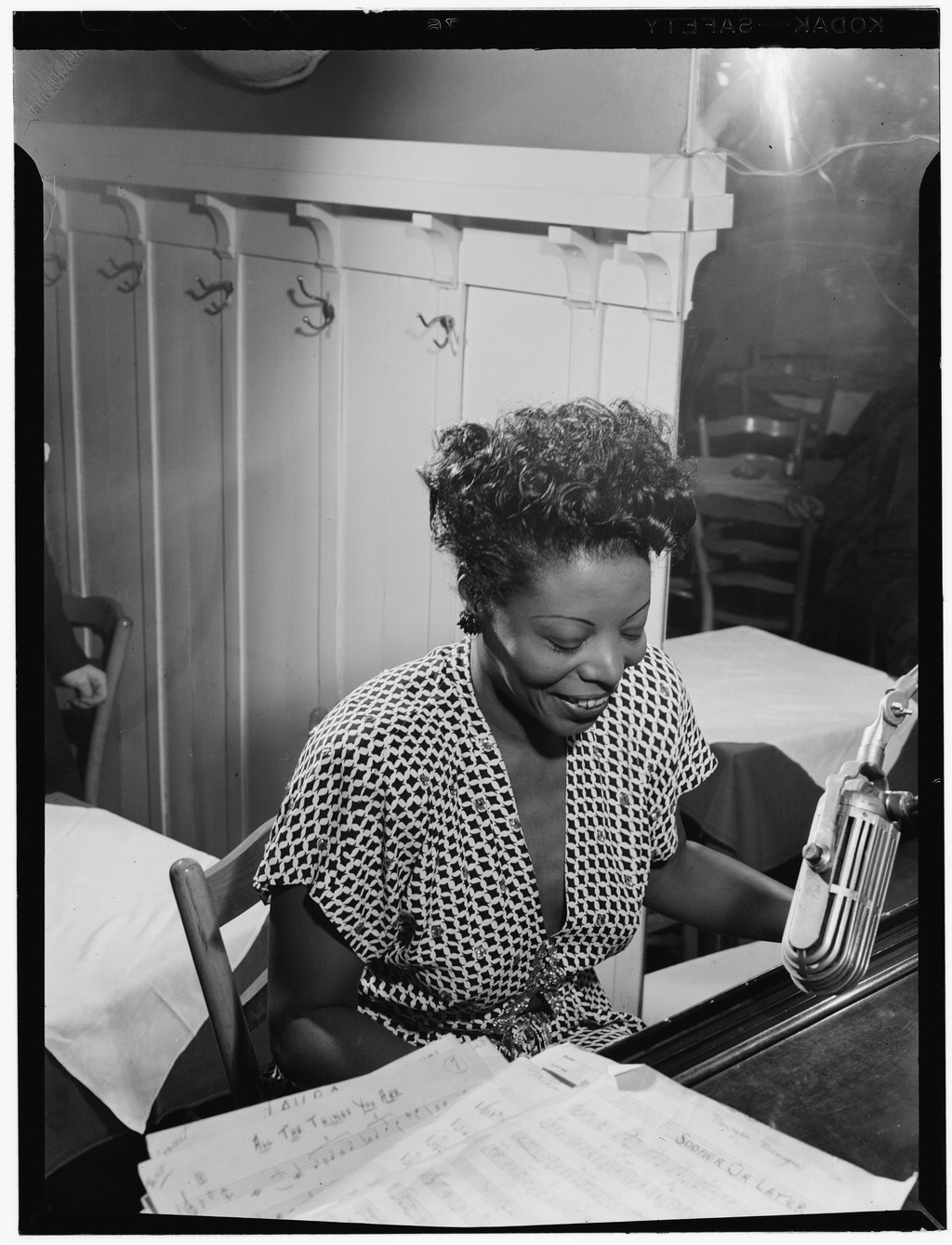
Mary Lou Williams vers 1946 (photo de William P. Gottlieb)

La musique composée pour la Suite, très moderne, montre l'étendue de la palette musicale de Mary Lou Williams. On y trouve les racines issues du blues et du boogie, associées à des harmonies remarquablement modernes pouvant évoquer Claude Debussy ou le compositeur contemporain de la Suite Paul Hindemith. La musique est pleine de surprises, de cassures, de changements de tempo et de métrique et d'alternance entre des passages a tempo et d'autres rubato,.
Dans la version en trio, Williams fait intervenir sa section rythmique, composée de Al Lucas (en) et du batteur Jack Parker, d'une façon originale : les deux musiciens ne jouent pas sur toutes les sections des morceaux, certains passages sont juste joués en duo avec la contrebasse. Quelques morceaux sont écrits pour piano solo.
Cette suite est une des premières rencontres entre le jazz et la musique dite classique, et annonce le Third stream. Certains critiques la placent au même niveau que la Freedom Suite de Sonny Rollins ou que A Love Supreme de John Coltrane.

### Description des morceaux
- Aries (Bélier) : ce morceau est dédié à Ben Webster et Billie Holiday, « aux pionniers, aux gens qui inventent des sons que vous n'avez jamais entendus avant[12]. » Le morceau mêle des éléments issus de la tradition, notamment du boogie-woogie, à des éléments plus modernes évoquant Debussy[13]. Les différents épisodes peuvent évoquer une symphonie en miniature[13].
- Taurus (Taureau) : ce morceau est dédié à Duke, Ellis Larkins et à Mary Lou Williams elle-même : « les Taureaux sont têtus, ils procrastinent, mais ils savent dans quelle direction ils vont. Écoutez la section rythmique [sur ce morceau] : les gars ne savaient pas ce que j'allais jouer, et ils me suivent parfaitement. C'est ça le jazz[12]. » L'intro, rubato, contient des passages utilisant la gamme par tons ; la suite du morceau est a tempo avec un son bluesy[A 6].
- Gemini (Gémeaux) : ce morceau est dédié à Benny Goodman, Harold « Shorty » Baker (alors le mari de Mary Lou Williams) et Miles Davis. Le premier thème repose sur deux lignes de basses contraires : un arpège ascendant en Do majeur se superpose à un arpège descendant en Ré mineur[8]. Une deuxième section est proche du boogie-woogie[A 6].
- Cancer (Cancer) : ce morceau est dédié à Lem Davis (en), un altiste du groupe d'Eddie Heywood Jr. Elle s'est également inspirée de son amie l'actrice Lena Horne[14].
- Leo (Lion) : ce morceau est dédié au tromboniste Vic Dickenson, avec lequel Mary Lou Williams a enregistré de plusieurs fois pour Moses Asch. Le morceau est royal et pompeux, avec une imitation de la trompette dans les accords d'ouverture[14].
- Virgo (Vierge) : ce morceau, un blues proche du bebop, est dédié à Leonard Feather et au pianiste Phil Moore[14]. Le premier enregistrement présente un duo avec le contrebassiste Al Lucas (en), permettant un dialogue riche.
- Libra (Balance) : ce morceau est dédié aux « très chers amis, Dizzy, Art Tatum, Bud Powell, Monk[12]. »
- Scorpio (Scorpion) : ce morceau est dédié à Imogene Coca, Ethel Waters, Katherine Dunham, trois amies de Williams, ainsi qu'à Al Parker, « qui a fait preuve de télépathie sur ce morceau[12]. » L'introduction peut évoquer Art Tatum, vient ensuite un ostinato avec des échos de blues.
- Sagittarius (Sagittaire) : ce morceau, enregistré en piano solo, est dédié à Eddie Heywood et Bob Cranshaw. C'est une pièce variée, triomphante et résonnante[14].
- Capricorn (Capricorne) : ce morceau, un des préférés de Mary Lou Williams, est dédié au trompettiste Frankie Newton. C'est un morceau au rythme soutenu qui évoque l'obstination et la persévérance[14].
- Aquarius (Verseau) : ce morceau, enregistré en piano solo, est dédié au président Franklin Delano Roosevelt, à Josh White et à Eartha Kitt. C'est un morceau remarquablement structuré pour une création spontanée[A 7].
- Pisces (Poisson) : cette valse est dédiée au contrebassiste Al Hall (en), au pianiste-compositeur Phil Moore (en) et à Barney Josephson (en), le fondateur de Café Society. Williams a écrit un thème pour le morceau mais pas de structure définie, considérant que les Poissons manifestent une grande liberté[14].

## Enregistrements

### Version en trio
Enregistré avec le contrebassiste Al Lucas (en) et le batteur Jack « The Bear » Parker.

### Version orchestrale
Enregistré au Town Hall à New York le 31 décembre 1945. La Suite est suivie par des standards de jazz et d'autres compositions de Mary Lou Williams.
Les bandes de l'enregistrement avaient été volées, Williams n'a donc jamais pu les réécouter. Elles ont été redécouvertes et publiées en 1991.
Sur le disque les titres Gjon Mili's Jam Session et Roll 'Em sont inversés.
- Ben Webster : saxophone ténor
- Edmond Hall : clarinette
- Henderson Chambers : trombone
- Irving Randolph : trompette
- Hope Foye : voix
- Milt Orent : direction
- Mary Lou Williams : piano
- Al Hall : contrebasse
- J.C. Heard : batterie
- musiciens inconnus[16] : trompette, trombone, bugle, flûte, clarinette, cordes

### AvecDizzy Gillespie
Une sélection de trois pièces extraites de la Zodiac Suite a été jouée par le big band de Dizzy Gillespie avec Mary Lou Williams au festival de Newport en 1957. Il existe un enregistrement de ce concert, couplé avec des morceaux de l'orchestre de Count Basie.

## Postérité

### Honneurs
En 2001, l'album en trio est intégré à 328e place de la liste Songs of the Century de la Recording Industry Association of America.

### Version en petit ensemble
La pianiste Geri Allen a publié un hommage en 2006 intitulé Zodiac Suite: Revisited. Publié sous le nom de « Mary Lou Williams Collective », l'album est enregistré en trio avec Buster Williams à la contrebasse et Billy Hart à la batterie,.
En 2021 paraît Zodiac, premier album du pianiste Chris Pattishall qui adapte l'œuvre de Williams pour quintet,,.

### Versions orchestrales
La Zodiac Suite a très rarement été rejouée dans ses versions orchestrales.
En 1990, l'American Jazz Orchestra (en), au cours d'un hommage à Williams, rejoue les arrangements écrits pour le big band de Gillespie.
En 2010, le Dudley House Jazz Band donne la suite en concert, dans un nouvel arrangement pour big band.
En 2021, plusieurs performances de la Zodiac Suite ont eu lieu. En mars 2021, l'Orchestre philharmonique de New York et le pianiste Aaron Diehl (en) jouent des extraits (Leo, Virgo, Libra et Scorpio) de la version pour orchestre de chambre jouée au Town Hall. Diehl raconte d'ailleurs voir le désir de jouer l'intégralité de la Suite. En 2023 paraît Zodiac Suite, une version complète de la suite jouée par Diehl et l'orchestre de chambre The Knights.
En mai 2021, le Kansas City jazz orchestra donne une nouvelle version de la Suite lors d'un concert virtuel,.
Sur l'album Mary's Ideas (Umlaut Records, 2021), l'Umlaut Big Band enregistre trois mouvements de la Zodiac Suite (Taurus, Aquarius et Virgo) dans leur version pour orchestre de chambre de 1945, établie à partir des manuscrits originaux de la compositrice par Pierre-Antoine Badaroux. On y trouve également un arrangement de Roll 'Em, également au programme du concert du Town  Hall. En 2023, l'Umlaut Chamber Orchestra enregistre la version pour orchestre de chambre de la Zodiac Suite dans son intégralité (Umlaut Records, 2023).